# Ceylanopsyche
Ceylanopsyche är ett släkte av nattsländor. Ceylanopsyche ingår i överfamiljen Sericostomatoidea, ordningen nattsländor, klassen egentliga insekter, fylumet leddjur och riket djur.
Kladogram enligt Catalogue of Life:
| Ceylanopsyche | \| \| Ceylanopsyche asaka \| \| \| \| \| \| Ceylanopsyche hapugowala \| \| \| \| \| \| Ceylanopsyche kabaragola \| \| \| \| \| \| Ceylanopsyche kaltenbachi \| \| \| \| \| \| Ceylanopsyche koluandura \| \| \| \| \| \| Ceylanopsyche nittimaluna \| \| \| \| \| \| Ceylanopsyche watukaragoda \| \| \| \| |
|               | \| \| Ceylanopsyche asaka \| \| \| \| \| \| Ceylanopsyche hapugowala \| \| \| \| \| \| Ceylanopsyche kabaragola \| \| \| \| \| \| Ceylanopsyche kaltenbachi \| \| \| \| \| \| Ceylanopsyche koluandura \| \| \| \| \| \| Ceylanopsyche nittimaluna \| \| \| \| \| \| Ceylanopsyche watukaragoda \| \| \| \| |
|               | Anomalopsychidae |
|               | |
|               | Antipodoeciidae |
|               | |
|               | Barbarochthonidae |
|               | |
|               | sandrörsnattsländor |
|               | |
|               | Calocidae |
|               | |
|               | Chathamiidae |
|               | |
|               | Conoesucidae |
|               | |
|               | Helicophidae |
|               | |
|               | Helicopsychidae |
|               | |
|               | Hydrosalpingidae |
|               | |
|               | Karomana |
|               | |
|               | Mpuga |
|               | |
|               | Ngoya |
|               | |
|               | Petrothrincidae |
|               | |
|               | krumrörsnattsländor |
|               | |
|               | Seselpsyche |
|               | |
|               | Ceylanopsyche asaka |
|               | |
|               | Ceylanopsyche hapugowala |
|               | |
|               | Ceylanopsyche kabaragola |
|               | |
|               | Ceylanopsyche kaltenbachi |
|               | |
|               | Ceylanopsyche koluandura |
|               | |
|               | Ceylanopsyche nittimaluna |
|               | |
|               | Ceylanopsyche watukaragoda |
|               | |

|  | Ceylanopsyche asaka        |
|  |                            |
|  | Ceylanopsyche hapugowala   |
|  |                            |
|  | Ceylanopsyche kabaragola   |
|  |                            |
|  | Ceylanopsyche kaltenbachi  |
|  |                            |
|  | Ceylanopsyche koluandura   |
|  |                            |
|  | Ceylanopsyche nittimaluna  |
|  |                            |
|  | Ceylanopsyche watukaragoda |
|  |                            |